# Hromnice
Hromnice település Csehországban, a Észak-plzeňi járásban. Hromnice Obora, Dolany, Němčovice, Česká Bříza, Kaceřov, Kaznějov, Nadryby, Horní Bříza, Jarov, Třemošná és Břasy településekkel határos. Lakosainak száma 1328 fő (2024. január 1.).

## Népesség
A település lakosságának változását az alábbi diagram mutatja:
| Lakosok száma | 1851 | 2063 | 2118 | 1564 | 1162 | 986  | 1208 | 1235 | 1268 | 1328 |
|               | 1869 | 1890 | 1921 | 1950 | 1980 | 2001 | 2017 | 2019 | 2022 | 2024 |